# Bay Olympic Soccer and Sports Club
Maillots
Actualités
Le Bay Olympic Soccer and Sports Club, plus couramment abrégé en Bay Olympic, est un club néo-zélandais de football fondé en 1998 et basé à New Lynn, une banlieue d'Auckland.
Il participe actuellement à la NZNL, plus haut niveau du football néo-zélandais, dans la Northern League.

## Histoire
Le club est fondé en 1998 par la fusion des clubs de Blockhouse Bay et de Green Bay-Titirangi United (en).

## Palmarès
| Compétitions nationales                           |
| ------------------------------------------------- |
| - Coupe de Nouvelle-Zélande : - Finaliste : 2010. |